# Comuna Hrușivka, Sudak
Hrușivka (în ucraineană Грушівка) este o comună în orașul regional Sudak, Republica Autonomă Crimeea, Ucraina, formată din satele Holodivka, Hrușivka (reședința) și Perevalivka.

## Demografie
Componența lingvistică a comunei Hrușivka
     Rusă (52,03%)
     Tătară crimeeană (39,34%)
     Ucraineană (7,63%)
     Alte limbi (0,3%)
Conform recensământului din 2001, majoritatea populației comunei Hrușivka era vorbitoare de rusă (52,03%), existând în minoritate și vorbitori de tătară crimeeană (39,34%) și ucraineană (7,63%).